# Hagan Park
Het Hagan Park is een multifunctioneel stadion in Coagh, een plaats in Noord-Ierland. 
Het stadion wordt vooral gebruikt voor voetbalwedstrijden, de voetbalclub Coagh United FC maakt gebruik van dit stadion. In het stadion is plaats voor 2.000 toeschouwers. 